# Réorganisation des corps d'infanterie français (1670)
Pour les articles homonymes, voir Réorganisation des corps d'infanterie français et Amalgame.
L'ordonnance royale du 26 mars 1670 organise les corps d'infanterie de l'armée française en rappelant les rangs des 50 régiments permanents d'infanterie.

## Ordonnance du roi concernant l'infanterie Française du 26 mars 1670
De par le Roi.

Sa Majesté ayant reconnu le préjudice que son service recevait, par des disputes et contestations qui survenaient journellement, entre les officiers et ses troupes d’infanterie, au sujet du rang des régiments dont ils sont les uns prétendants que le leur était  de plus ancienne création que celui, où ceux, avec lesquels ils se trouvaient en poste ou garnison.

Sa Majesté pour y remédier aurait par son ordonnance du dernier décembre  de l’année dernière, ordonnés aux colonels des régiments de son infanterie, de faire remettre dans le dernier jour de février dernier, au secrétaire d'État, et de ses commandements, ayant le département de la Guerre, les commissions et mémoires qui pourront servir de preuves pour le rang qu’ils prétendaient. A quoi tous lesdits officiers ayant satisfait, et sa Majesté ayant fait examiner soigneusement en sa présence les commissions, titres et pièces qu'ils ont produites pour appuyer leurs prétentions, et justifier de leur rang.

Sa Majesté a ordonné et ordonne :
- Que le régiment de ses Gardes Françaises continuera à marcher le premier de tous les autres régiments de ladite infanterie
- Que celui des Gardes Suisses ira immédiatement après, lors qu'il se trouvera en même corps d'armée ou garnison
- Que lorsque ledit régiment de ses Gardes Françaises n'y sera pas ledit régiment des Gardes suisses sera précédé par le plus ancien des régiments Français qu'y s'y trouveront, et marchera après lui
- que le régiment de Picardie tiendra ensuite le premier rang, et après ledit régiment de Picardie,
- le régiment de Piémont,
- le régiment de Champagne,
- le régiment de Navarre

lesquels marcheront entre-eux suivant ce qui a été réglé par l'ordonnance de sa Majesté du 19 février 1666. Qu'après lesdits régiments marchera :
- le régiment de Sault puis
- le régiment de Bandeville
- le régiment de Saint-Vallier
- le régiment de Douglas
- le régiment du Roi ci-devant Lorraine
- le régiment de Plessis-Praslin
- le régiment de Lionnois
- le régiment de Monseigneur le Dauphin ci-devant Lignières
- le régiment de Crussol
- le régiment de Montaigu
- le régiment de Monseigneur le duc d'Anjou ci-devant Rozan
- le régiment de Turenne
- le régiment de La Motte
- le régiment de Dampierre
- le régiment de Louvigny
- le régiment de Grancey
- le régiment de La Reine
- le régiment de Montpezat
- le régiment d'Harcourt
- le régiment de Royal-Vaisseaux
- le régiment de Monseigneur le duc d'Orléans
- le régiment d'Artois
- le régiment de Bretagne
- le régiment de Carignan
- le régiment Royal
- le régiment de Sourches
- le régiment de Vendôme
- le régiment de La Ferté
- le régiment de Conti
- le régiment de La Fère
- le régiment d'Alsace
- le régiment Royal-Roussillon
- le régiment de Condé
- le régiment d'Anguyen (d'Enghien)
- le régiment de Jonzac
- le régiment de Montpeyroux
- le régiment de Château-Thierry[2]
- le régiment de Bourgogne
- le régiment Royal-Marine
- le régiment de l'Amiral de France

Veut, sa Majesté que tous lesdits régiments marchent conformément à ce qui est porté par la présente, sans qu'il y puisse être rien innové, ni qu'aucun d'entre eux puisse prétendre d'autre rang, quand bien même il se recouvrerait d'autres titres que ceux qui ont été produits.
Made et ordonne sa Majesté au gouverneurs et des lieutenants généraux en ses provinces et armées, maréchaux de camp et autres officiers ayant commandement sur les troupes, de tenir la main chacun à son égard, à l'exacte observation de la présente, en sorte qu'il n'y soit point contrevenu, et aux colonels, capitaines et autres officiers desdits régiments d'infanterie, de s'y conformer sans difficulté, sous peine de désobéissance. Et afin que qu'aucun d'eux n'ignore ce qui est en cela des intentions de sa Majesté, elle veut et entend que la présente soit lue et publiée à la tête de chacun desdits régiments, et dans les villes et lieux où ils tiennent garnison.

Fait à Saint-Germain-en-Laye, le vingt sixième jours de mars mil six cent soixante et dix.

Signé Louis et Le Tellier